# Skala Kellgrena-Lawrence’a
Skala Kellegrena-Lawrence’a (ang. Kellgren-Lawrence Grading Scale) – pięciostopniowa skala służąca do oceny zaawansowania zmian radiologicznych w chorobie zwyrodnieniowej stawów.
| Stopień | Charakterystyka zmian radiologicznych                                |
| ------- | -------------------------------------------------------------------- |
| 0       | bez uchwytnych zmian radiologicznych                                 |
| 1       | drobne osteofity                                                     |
| 2       | niewątpliwe, umiarkowane osteofity                                   |
| 3       | duże osteofity, zwężenia szpar stawowych                             |
| 4       | bardzo duże osteofity, szpara stawowa bardzo zwężona lub niewidoczna |